# Microsa cubitas
Espèce
Microsa cubitas est une espèce d'araignées aranéomorphes de la famille des Gnaphosidae.

## Distribution
Cette espèce est endémique de Cuba. Elle se rencontre à Loma de la Caridad dans la province de Camagüey dans la Sierra de Cubitas.

## Description
Le mâle holotype mesure 1,88 mm.

## Étymologie
Son nom d'espèce lui a été donné en référence au lieu de sa découverte, la Sierra de Cubitas.

## Publication originale
- Alayón & Platnick, 1993 : A review of the Cuban ground spiders of the family Gnaphosidae (Araneae, Gnaphosoidea). American Museum novitates, no 3062, p. 1-9 (texte intégral).